# Lacul Sarîgamîș
Lacul Sarîgamîș, de asemenea Sarîkamîș (în turkmenă Sarygamyș köli, în uzbecă Sariqamish ko‘li, în rusă Сарыкамы́шское озеро), este un lac din Asia Centrală. Se află la jumătatea distanței dintre Marea Caspică și Marea Aral. Sfertul de nord al lacului se află în Uzbekistan, iar restul în Turkmenistan.
Până în secolul al XVII-lea, lacul a fost alimentat de râul Uzboy, un defluent al râului Amudaria, care curgea spre Marea Caspică. Astăzi principala sa sursă de apă este un canal dinspre Amudaria, dar și apele care se scurg de pe pământurile irigate din jur, care conține niveluri ridicate de pesticide, erbicide și metale grele.

## Aportul la secarea Mării Aral
Acesta și multe alte lacuri „neintenționate”, cum ar fi lacul Aidar de pe Sîrdaria, lipsesc Marea Aral de aproximativ 150 de kilometri cubi de apă pe an, contribuind în mod direct, dacă nu chiar provocând, secarea acesteia din urmă.

## Etimologie
Numele lacului provine de la turcică Sari (galben) și Qamish (depresie), o referire la culoarea galbenă a nămolului și a sării din vechiul bazin uscat înainte de inundarea acestuia de către sovietici. Autoritățile turkmene din prezent doresc să „turkmenizeze” numele, susținând că numele este turkmen sarîkamîș „trestie galbenă”.
Secțiunea turkmenă a lacului și pământurile din jurul acestuia sunt protejate de rezervația Sarygamyș.

## Istorie
De-a lungul istoriei sale, lacul a dispărut de mai multe ori și a reapărut, în funcție de sosirea apelor Amudariei. Perioadele de secare ale lacului Sarîgamîș au fost asociate cu vărsarea râului în Marea Aral. Lacul a existat la sfârșitul perioadei neogene, în antropogenul superior (la 58 m deasupra nivelului mării), când suprafața sa includea și bazinul modern Assake-Audan, și apoi în perioada secolelor XIV - XVI d.Hr. (la 50–62 metri deasupra nivelului mării). A fost descoperit și cartografiat pentru prima dată de geograful rus Nikolai Petrusevici în 1876. Ultima dată când apele Amudariei au intrat direct în bazin a fost în timpul inundației din 1878.
De la începutul anilor 1960 lacul Sarîkamîș s-a umplut cu ape  de drenaj, alimentarea având loc prin colectorul Darialîk, fiind folosită apa de pe terenurile agricole de pe malul stâng al Amudariei.

## Galerie

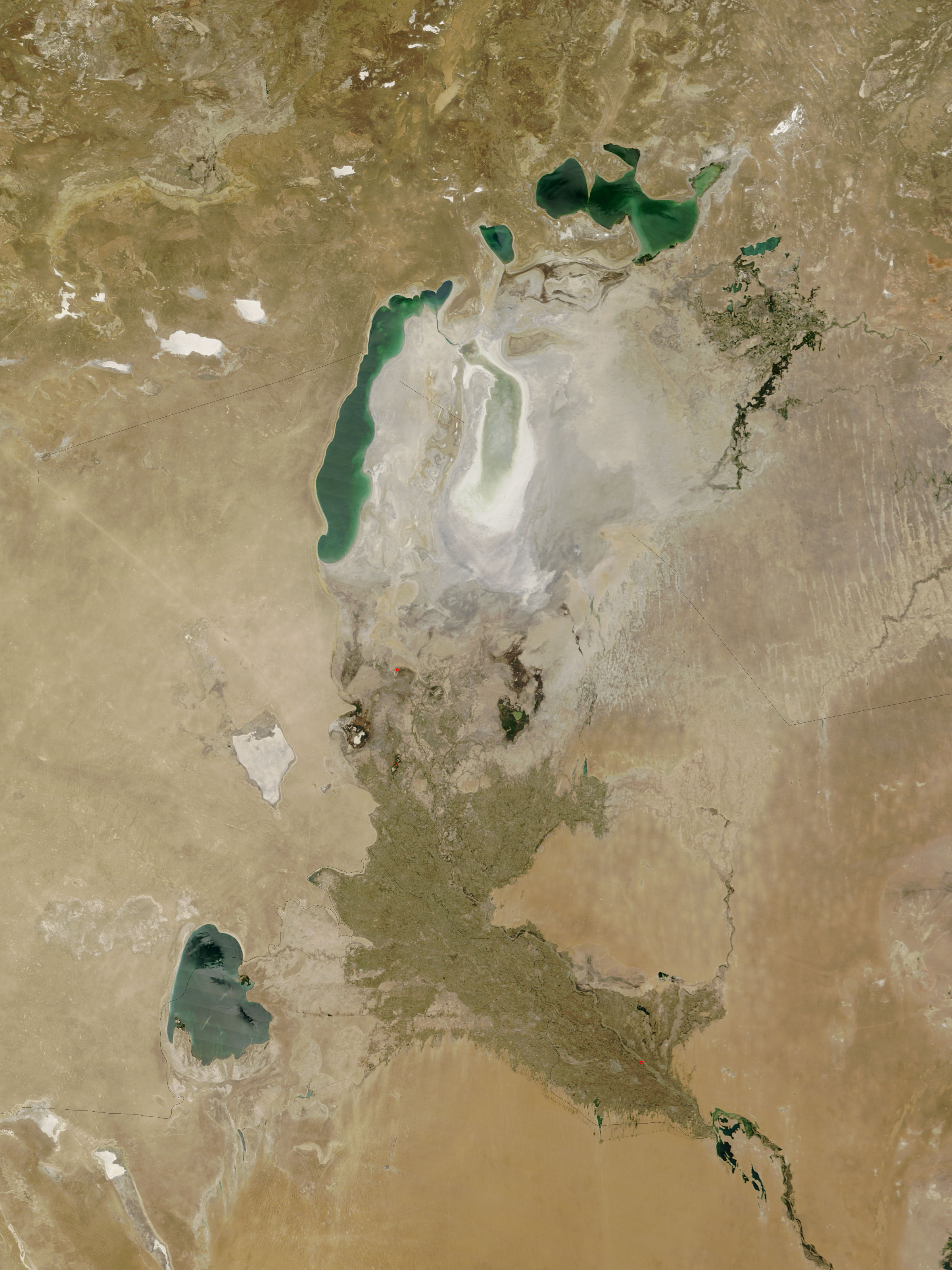
Lacul Sarîgamîș în stânga jos, delta Amudariei și ceea ce a mai rămas din Marea Aral
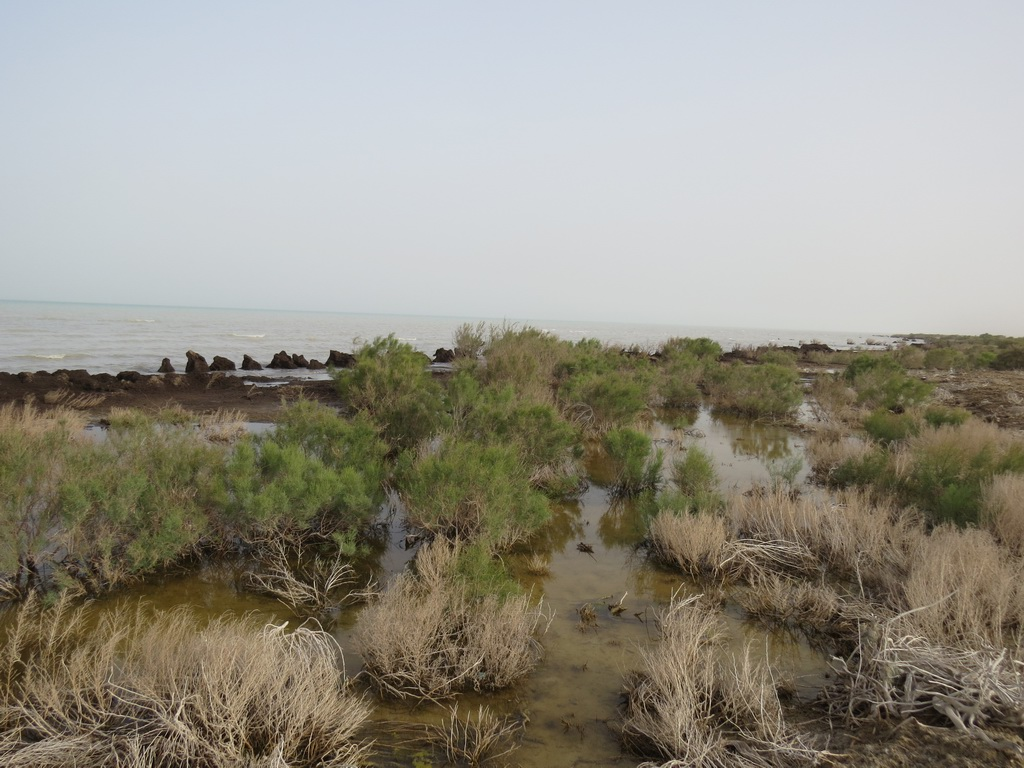
Lacul Sarîgamîș, în Uzbekistan
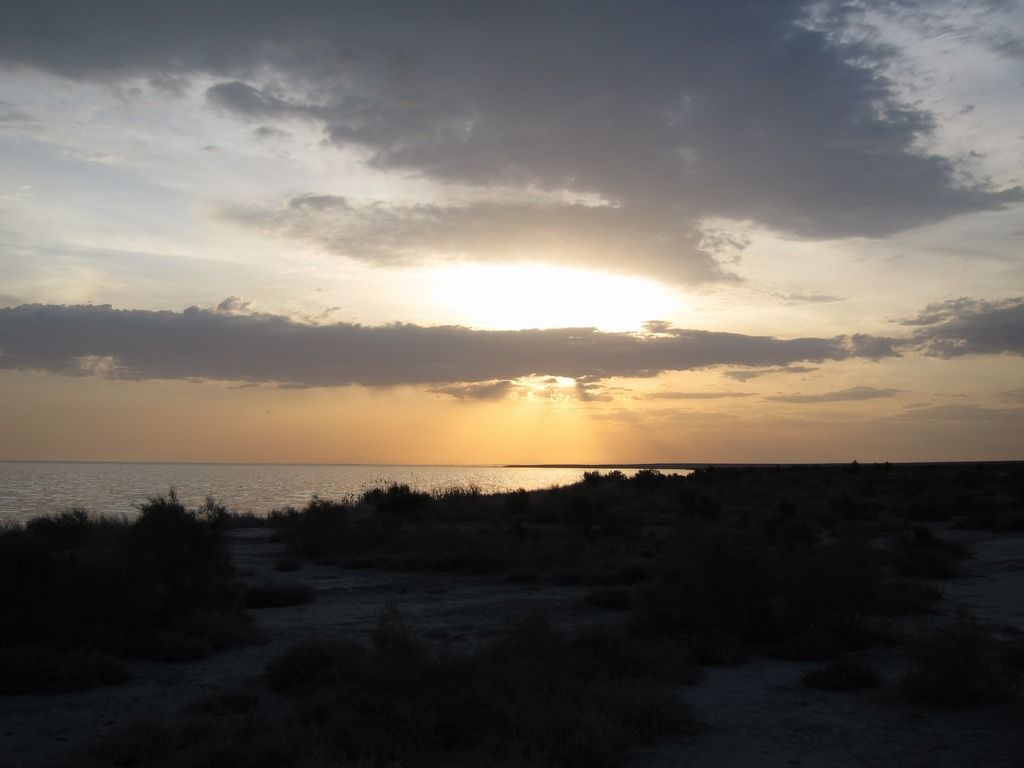
Apus de soare pe lacul Sarîgamîș
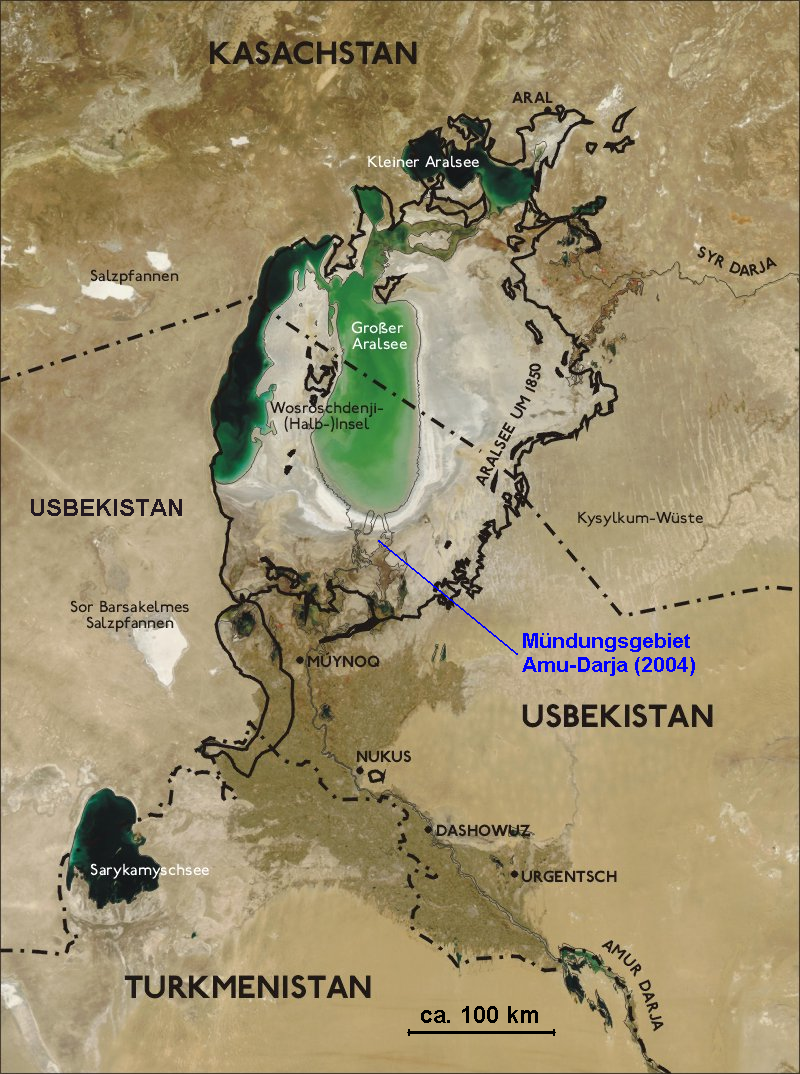
Harta politică a Mării Aral și a acestui lac.